# Borowice (przystanek kolejowy)
Borowice – zlikwidowany przystanek gryfickiej kolei wąskotorowej w Borowicach, w województwie zachodniopomorskim, w Polsce.